# 门德斯 (里约热内卢州)
门德斯（葡萄牙語：Mendes）是巴西里约热内卢州的一个市镇。总面积77.288平方公里，总人口17880人，人口密度231.3人/平方公里。